# 4127 Кьоґоку
4127 Кьоґоку (4127 Kyogoku) — астероїд головного поясу, відкритий 25 січня 1988 року.
Тіссеранів параметр щодо Юпітера — 3,298.